# Prince of Assyria
 (juin 2015).
Prince of Assyria de son vrai nom Ninos Dankha, est un chanteur de pop rock/folk suédois d'origine assyrienne/araméenne.

## Biographie
Né à Bagdad (Irak) dans une famille assyrienne, Ninos Dankha a seulement un an lorsqu'il quitte son pays natal pour rejoindre la Suède avec ses parents. C'est sous le ciel scandinave qu'il fait ses premières gammes musicales et compose ses premières chansons.

## Prince of Assyria
Précédé d'une longue rumeur entretenue par la présentation du single What Ever You Want, le premier album de Prince of Assyria baptisé Missing Note enflamme la critique en France qui dresse une couronne d'éloges à son auteur, tant pour son timbre grave rappelant celui de Stuart Staples (Tindersticks) que sa combinaison musicale marquée d'une mélancolie : un folk ténébreux subtilement marié à des sonorités traditionnelles et orientales (cuivres, cordes, accordéon, tablas).
Dans le morceau intitulé Tliqa, Ninos Dankha chante en anglais et en araméen, sa langue maternelle.